# Stephanauge
Stephanauge is een geslacht van zeeanemonen uit de klasse van de Anthozoa (bloemdieren).

## Soorten
- Stephanauge abyssicola (Moseley, 1877)
- Stephanauge acanellae (Verrill, 1883)
- Stephanauge annularis Carlgren, 1936
- Stephanauge bulbosa Carlgren, 1928
- Stephanauge hyalonematis (McMurrich, 1893)
- Stephanauge impedita (Gravier, 1918)
- Stephanauge inornata (Gravier, 1918)
- Stephanauge nexilis (Verrill, 1883)
- Stephanauge ovata (Wassilieff, 1908)
- Stephanauge spongicola (Verrill, 1883)
- Stephanauge tuberculata (Hertwig, 1882)